# Raza Pământului
Datorită faptului că Pământul nu este perfect sferic ci un elipsoid, nu se folosește o singură valoare pentru a desemna raza Pământului în mod natural. Lungimile dintre punctele de la suprafață și centru variază între 6357 km și 6378 km (≈3,947–3,968 mile). 
Câteva diferite moduri de a modela Pământul ca sferă au condus la o rază medie de 6,368 km (≈3,959 mile).